# 藤純
藤 純（ふじ じゅん、1980年10月13日 - ）は、日本の漫画家、イラストレーター。徳島県出身、東京都在住。

## 主な作品

### アニメ
- RED GARDEN（ゴンゾ） - キャラクター原案、コスチュームデザイン
- デッドガールズ（ゴンゾ） - キャラクター原案、コスチュームデザイン
- 紅（ブレインズ・ベース） - コスチュームデザイン、OP・EDキャラクターデザイン、EDイラスト、美術協力
- 夏雪ランデブー（動画工房） - EDイラスト
- 革命機ヴァルヴレイヴ（サンライズ） - プロップデザイン
- 曇天に笑う（動画工房） - デザインワークス

### 漫画
- RED GARDEN（robot連載、未単行本化）
- BACK GARDEN 秘密の舞台裏（原案：松尾衡、コミックバーズ連載、未単行本化）

### イラスト
- 一条シカル『レッドガーデン 〜深き闇の行方〜』 - 表紙絵
- RED GARDEN ドラマCD『Red Garden 岩 Mix』 - ジャケットイラスト
- ローゼンメイデン オーベルテューレ - エンドイラスト
- 紅 - エンドイラスト